# China-Airlines-Flug 120
China-Airlines-Flug 120 (Flugnummer: CI120) ist ein Linienflug der China Airlines vom  Flughafen Taiwan Taoyuan nach Okinawa-Naha. Am 20. August 2007 wurde der Flug mit einer Boeing 737-800 durchgeführt. Nach einem Flug und einer Landung ohne besondere Vorkommnisse brannte die Maschine beim Parken nach dem Abschalten der Triebwerke komplett aus. Es wurde eine Evakuierung eingeleitet, bei der drei Personen aus der Maschine und ein Flughafenmitarbeiter verletzt wurden.

## Flugzeug
Die Boeing 737-800 mit dem Luftfahrzeugkennzeichen B-18616 (nicht Luftverkehrszeichen) war im Juli 2002 neu an China Airlines ausgeliefert worden. Im Juli 2006 wurden Winglets nachgerüstet. Die Maschine hatte die Seriennummer 30175. Es handelte sich um die 1182. produzierte Boeing 737 der „Next-Generation“-Serie, montiert wurde sie im Boeing-Werk in Renton, Washington. Die Maschine war mit zwei CFM International CFM56-7B26-Triebwerken ausgestattet.

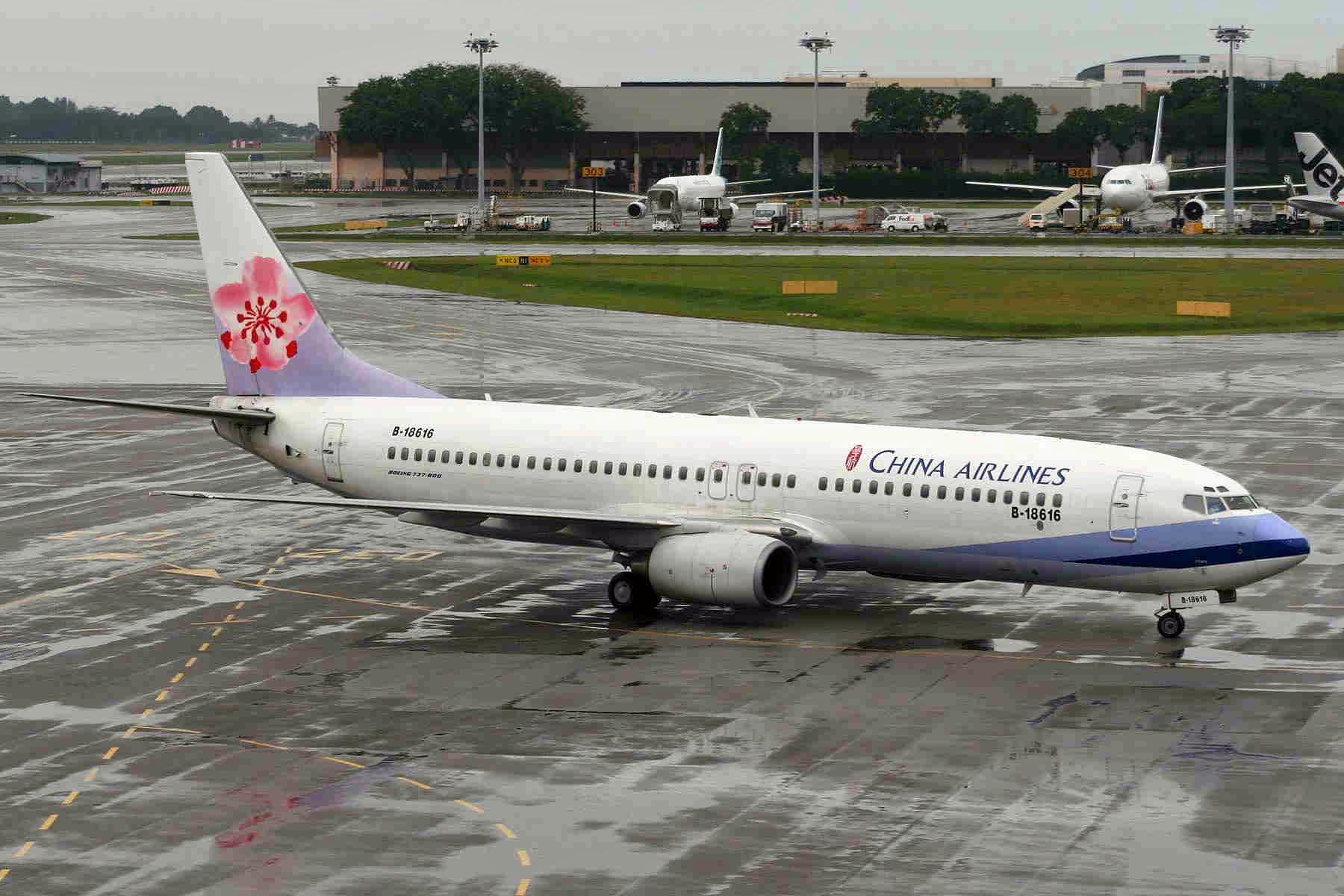
Die Unfallsmaschine B-18616

## Unfallverlauf
Nach einem Flug, der ohne besondere Vorkommnisse planmäßig verlaufen war, landete die Maschine um 10:26 Uhr Ortszeit in Naha und rollte um 10:34 Uhr zum Flugsteig. Kurz nach dem Abschalten der Triebwerke sahen Bodenmitarbeiter Flammen an Triebwerk Nr. 2 aufsteigen. Die Fluglotsen informierten Kapitän You Chien-kou, der daraufhin die sofortige Evakuierung der Maschine einleitete. Die Passagiere verließen die Maschine über die Notrutschen der vier Ausgänge vorne und hinten, die mittleren Notausstiege konnten wegen des Feuers nicht benutzt werden. Die beiden Piloten stiegen durch das Cockpitfenster aus und wollten sich am Fluchtseil hinablassen. Durch die in diesem Moment stattfindende Explosion verlor der Kopilot den Halt und stürzte zu Boden, der Pilot sprang dann hinaus. Beide wurden nicht verletzt und konnten wegrennen. Etwa viereinhalb Minuten nach Meldung des Brandes war die Flughafenfeuerwehr zur Stelle. Zu dieser Zeit hatten schon alle Insassen die Maschine verlassen.
Alle 165 Personen konnten sich aus der brennenden Maschine retten, drei Passagiere und ein Flughafenmitarbeiter wurden verletzt.

## Flugunfalluntersuchung
Der Unfall wurde durch die Japanische Untersuchungsbehörde für Bahn- und Flugunfälle untersucht. Das Abhören des Cockpit Voice Recorders ergab, dass die Besatzung bis zu dem Vorfall keine Auffälligkeiten an dem Flugzeug bemerken konnte. Die Ermittler erklärten, dass bis zur Ankunft am Flugsteig keine Spuren eines Kerosinverlusts festgestellt werden konnten.
Am 24. August 2007 teilten die Ermittler mit, dass der Brand durch eine Spindel (Welle) des Vorflügelantriebs verursacht worden war. Deren Anschlagvorrichtung hatte sich vor der Landung gelöst und war in den Vorflügelschacht gefallen. Beim Einfahren der Vorflügel wurde die Vorrichtung durch die Vorflügelwelle in den Tank gedrückt und durchstach diesen. Kerosin lief aus, wurde jedoch bei noch laufenden Triebwerken von der Maschine weggeblasen. Beim Abstellen der Motoren floss es jedoch auf das heiße Triebwerk und geriet in Brand.
Dass sich der Bolzen überhaupt erst lösen konnte, war einem Wartungsfehler geschuldet. Einem Mechaniker war bei der Reparatur des Federwegbegrenzers an der Maschine unbemerkt eine Unterlegscheibe heruntergefallen, wodurch der Bolzen unzureichend gesichert gewesen ist. Von Bedeutung war dabei auch die Bauweise des Vorflügelmechanismus, die die durchgeführte Wartung äußerst umständlich machte, da der Mechaniker keine Sicht auf die durchgeführten Arbeiten hatte. Die FAA veröffentlichte daraufhin eine Lufttüchtigkeitsanweisung für alle Baumuster der Boeing 737NG.